# Paul Baran (informatyk)
Paul Baran (ur. 29 kwietnia 1926 w Grodnie, zm. 26 marca 2011 w Palo Alto) – polsko-amerykański informatyk żydowskiego pochodzenia, twórca idei komutacji pakietów, będącej podstawą działania m.in. Internetu.

## Życiorys
Urodził się 29 kwietnia 1926 r. w Grodnie, na terytorium II Rzeczypospolitej, w rodzinie żydowskiej, której przodkowie pochodzili z Sidry. Jego rodzina w 1928 r. przeprowadziła się do USA, uciekając przed kryzysem ekonomicznym. Początkowo sprowadzili się do Bostonu, a potem do Filadelfii, gdzie jego ojciec miał sklep spożywczy. Baran dzięki stypendium kształcił się jako inżynier elektryk w Drexel University i ukończył studia w 1949 roku.
Po studiach zaczął pracę w Eckert-Mauchly Computer Corporation, gdzie zajmował się pierwszymi komputerami komercyjnymi. W 1955 r. ożenił się z Evelyn Murphy i wraz z nią przeprowadził się do Los Angeles, gdzie zatrudnił się w Hughes Aircraft przy pracy nad systemami radarowymi. Równocześnie studiował wieczorowo i w 1959 r. otrzymał tytuł Master of Science w dziedzinie inżynierii na Uniwersytecie Kalifornijskim w Los Angeles, po czym rozpoczął w tym samym roku pracę dla RAND Corporation, będącej ośrodkiem badawczym amerykańskiego lotnictwa.
Na zlecenie Amerykańskich Sił Zbrojnych firma RAND realizowała projekt wytrzymałych, rozproszonych (nie gwiaździstych) sieci cyfrowych transmisji danych, zdolnych przetrwać przewidywaną wówczas III wojnę światową. W 1962 r. opublikował 12-tomową pracę, będącą projektem owej sieci. Koncepcja ta została wdrożona w latach 60. przez Departament Obrony Stanów Zjednoczonych jako ARPANET. Początkowo sieć połączyła cztery uczelnie. Pierwszy pakiet danych został wysłany 29 października 1969 r. o godz. 10:30. W 1968 r. Baran odszedł z RAND i założył Institute for the Future, dwa lata później został nieformalnym konsultantem Centrum ARPANET w DARPA.
W 1972 r. Baran założył firmę CableData Associate, która miała udzielać konsultacji w zakresie ARPANET. W tym samym roku zasugerował podzielenie sieci ARPANET na wojskowy Milnet i cywilny Internet. Fizyczny podział sieci ARPANET na Milnet i Internet nastąpił dopiero w 1980 roku.
Był autorem 150 publikacji naukowych i ok. 35 patentów, opracował koncepcje, które przyczyniły się do powstania modemów DSL, bankomatów i zdalnego odczytu liczników energii. Był także właścicielem operatora pierwszej szeroko dostępnej sieci bezprzewodowej w USA. Jednakże nigdy nie pozwalał nazywać się ojcem internetu.
Zmarł 26 marca 2011 r. w swoim domu w Palo Alto w Kalifornii na chorobę nowotworową płuc, cztery lata po śmierci żony.

## Wyróżnienia
- Medal Amerykańsko-Polskiego Stowarzyszenia Inżynierów (2003 r.)[2]
- National Medal of Technology and Innovation (2007 r.)[2]
- członek National Inventors Hall of Fame (2007 r.)[2]
- członek Panteonu Polskich Wynalazców i Odkrywców (2011 r.)[2]